# Древноримски форум
За интернет сайтовете вижте Форум (Интернет).
Форумът (на латински: forum) в Древен Рим е главният градски площад, център на обществения живот в градовете под римска доминация. В разширен смисъл означава и комплекса от сгради на площада.
Първият форум е т. нар. Forum Romanum в падината между хълмовете Капитолий, Палатин и Целий в столичния град Рим. Около площада са построени най-важните храмовете и обществени сгради. При хубаво време съдилищата заседават там.
Повечето римски императори строят форуми в Рим. По-известни са форумите на Юлий Цезар, Август, Веспасиан и Траян.